# Виттмунд (район)
Виттмунд (нем. Wittmund) — район в Германии. Центр района — город Виттмунд. Район входит в землю Нижняя Саксония. Занимает площадь 656,68 км². Население — 57 954 чел. Плотность населения — 88,3 человек/км².
Официальный код района — 03 4 62.
Район подразделяется на 19 общин.

## Города и общины
1. Фридебург (10 658)
2. Лангеог (2 028)
3. Шпикерог (828)
4. Виттмунд (21 374)

Управление Эзенс
1. Дунум (1 114)
2. Эзенс (6 894)
3. Хольтгаст (1 706)
4. Морвег (873)
5. Нойхарлингерзиль (1 077)
6. Штедесдорф (1 667)
7. Вердум (685)

Управление Хольтрим
1. Бломберг (1 502)
2. Эферсмер (909)
3. Нендорф (694)
4. Нойшо (1 228)
5. Охтерзум (959)
6. Швайндорф (667)
7. Утарп (664)
8. Вестерхольт (2 390)